# Кембридж-Північний (станція)
Залізнична станція Кембридж-Північний (англ. Cambridge North railway station) — залізнична станція у місті Кембридж (графство Кембриджшир, регіон Східна Англія), одна з двох станцій в місті. Розташована у передмісті Кембриджа Честертон, поруч з Кембриджським науковим парком і приблизно за 4 км (2,5 милі) на північ від головної міської станції Кембридж, на лінії Fen, яка прямує від Кембриджу до Кінгс-Лінн.

## Історія
Перші пропозиції про будівництво нової станції на півночі Кембриджа з'явилися в структурному плані розвитку Кембрідшир і Пітерборо: її відкриття розглядалося як підтримка розвитку Кембриджа в північному напрямку шляхом забезпечення інтегрованої транспортної мережі. Станція, зокрема, мала забезпечити альтернативну транспортну можливість дістатися до Кембриджського наукового парку і зв'язок нових північних районів з центром Кембриджа.
18 грудня 2013 року Міська рада Кембриджа схвалила будівництво станції. Роботи почалися в липні 2014 року, з будівництва відгалуження Кембриджського шпурбусу до місця майбутньої станції.
21 травня 2017 року нова станція прийняла перших пасажирів. Офіційне відкриття станції було проголошено 17 серпня 2017 року державним секретарем з питань транспорту Великої Британії Крісом Грейлінгом.

## Напрямки та маршрути
На станції зупиняються поїзди операторів Thameslink and Great Northern та Greater Anglia. Потяги компанії CrossCountry, а також ряд експресних поїздів двох вищеназваних операторів, що зупиняються на станції Кембридж, на станції Кембридж-Північний не зупиняються.

### Південний напрямок
- 4 потяги на годину до станції Кембридж, з яких
  - 1 поїзд на годину, що вирушає від станції Норвіч, прямує тільки до станції Кембридж;
  - 3 поїзди прямують далі:
    - 2 потяги на годину до станції Лондон-Кінгс-Крос, один експрес і один з усіма зупинками;
    - 1 потяг на годину до станції Лондон-Ліверпуль-стріт.

- 2 потяги на годину по Лінії Фен до станції Ілі, з яких:
  - 1 поїзд на годину прямує по Лінії Брекленд до станції Норвіч.